# Туризм в Свердловской области
Туризм в Свердловской области — часть туризма в России на территории Свердловской области.
Государственное управление туризмом в области осуществляет Министерство инвестиций и развития Свердловской области.

## История развития туризма в Свердловской области
С целью развития туризма в регионе был разработан ряд нормативных правовых актов: Развитие туризма в г. Екатеринбурге до 2003 года; Программа въездного и внутреннего туризма в г. Екатеринбурге на 2004—2006 гг.; Концепции развития внутреннего и въездного туризма в Свердловской области (2007 г.), Концепция Стратегии развития внутреннего и въездного туризма в Свердловской области на период до 2035 года.
В Санкт-Петербурге, Тюмени, Уфе, Челябинске, Перми для позиционирования региона на внешнем туристском рынке созданы информационно-туристские службы Свердловской области. В Екатеринбурге, Нижнем Тагиле, Ирбите, Арамили созданы туристско-информационные центры. В центре Екатеринбурга действуют туристско-информационные стойки.
В 2011 году в Екатеринбурге был открыт пешеходный туристический маршрут «Красная линия» для самостоятельного прохождения жителями и гостями города экскурсии по историческому центру города. Идея обсуждалась в Интернете, в её обсуждении приняли участие почти 11 тысяч человек, которые и определили голосованием, какие достопримечательности будут включены в маршрут. Маршрут нанесён красной краской на тротуары центральной части города Екатеринбурга, точки обзора достопримечательностей обозначены нумерацией, также нанесенной краской на тротуар, что при наличии путеводителя позволяет ориентироваться на маршруте и без помощи экскурсовода. Длина Красной линии Екатеринбурга составляет около шести с половиной километров. В 2013 году у Красной линии Екатеринбурга появился мобильный аудиогид. Рядом с достопримечательностями на асфальте были написаны номера телефонов, позвонив на которые, можно услышать историю этой достопримечательности на русском или английском языке в исполнении журналистов, музыкантов и английского полиглота, который существовал один год. Далее аудиозапись маршрута можно было бесплатно скачать на сайте проекта.
В 2012 году в Екатеринбурге появилась вторая линия — «Жёлтая». Новый маршрут частично совпал со старым и объединил достопримечательности, рекомендуемые для посещения туристам на велосипедах, скейтбордах и роликовых коньках.
В 2015 году в Нижнем Тагиле была нанесена разметка пешеходного туристического маршрута «Малахитовая линия». Длина кольцевого маршрута составляет 5,7 километров. Время прохождения составляет 2-3 часа. Также издан печатный путеводитель по «Малахитовой линии», содержащий информацию о 30 объектах на нём.
Свердловская область вошла в топ-10 наиболее популярных туристических регионов России в 2017 году: более 2,5 млн туристов посетили её за год (по данным исследования «ТурСтат»).
В 2018 году к 100-летию памяти императора Николая II и членов его семьи был создан межрегиональный «Императорский маршрут» — национальный туристический проект, утвержденный в 2017 году Министерством культуры Российской Федерации и объединивший Санкт-Петербург, Москву, Московскую область, Пермский край, Свердловскую и Тюменскую области. В рамках двнного туристического маршрута туристы в Музее истории и археологии Урала могут ознакомиться с экспозицией зала памяти Романовых: иконой с изображением первого царя династии, предметами из дома инженера Ипатьева . Другими точками маршрута стали — исторический парк «Россия — моя история» с осмотром мультимедийной выставки «Романовы», Ново-Тихвинский женский монастырь, монастырь святых Царственных Страстотерпцев в урочище Ганина яма. Также маршрут включает экскурсию в духовно-просветительский центр «Царский», основу коллекции которого составляют предметы, связанные не только с семьей последнего российского императора, но и документами, отражающими развитие Российской империи.
В рамках федеральной целевой программы «Развитие внутреннего и въездного туризма в Российской Федерации (2011—2018 годы)» и плана развития внутреннего и въездного туризма в Российской Федерации на 2019—2025 годы происходит развитие автотуристского кластера «Самоцветное кольцо Урала», объединяющего потенциал более 10 муниципальных образований Свердловской области.

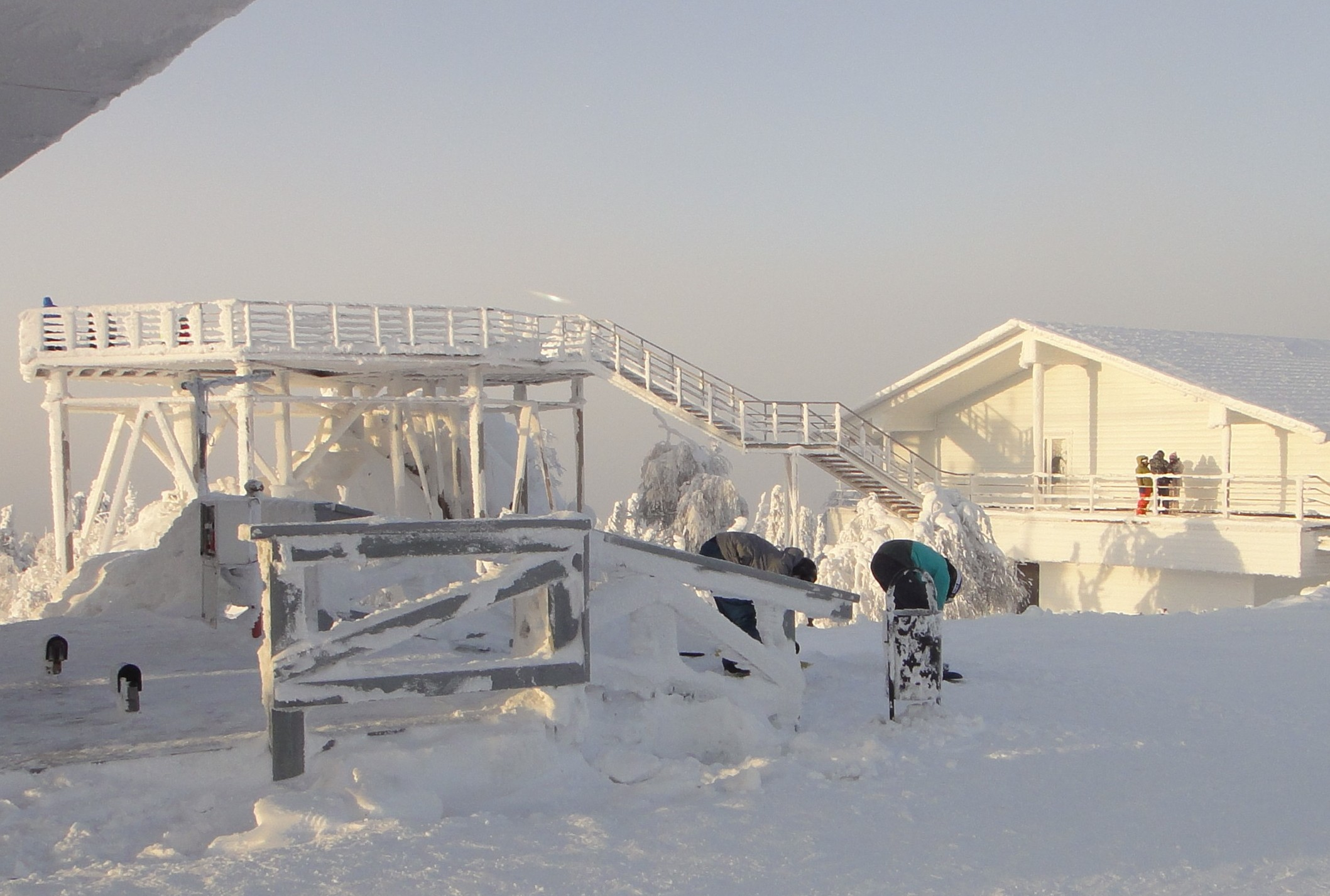
Горнолыжный комплекс «Гора Белая», вид на смотровую площадку
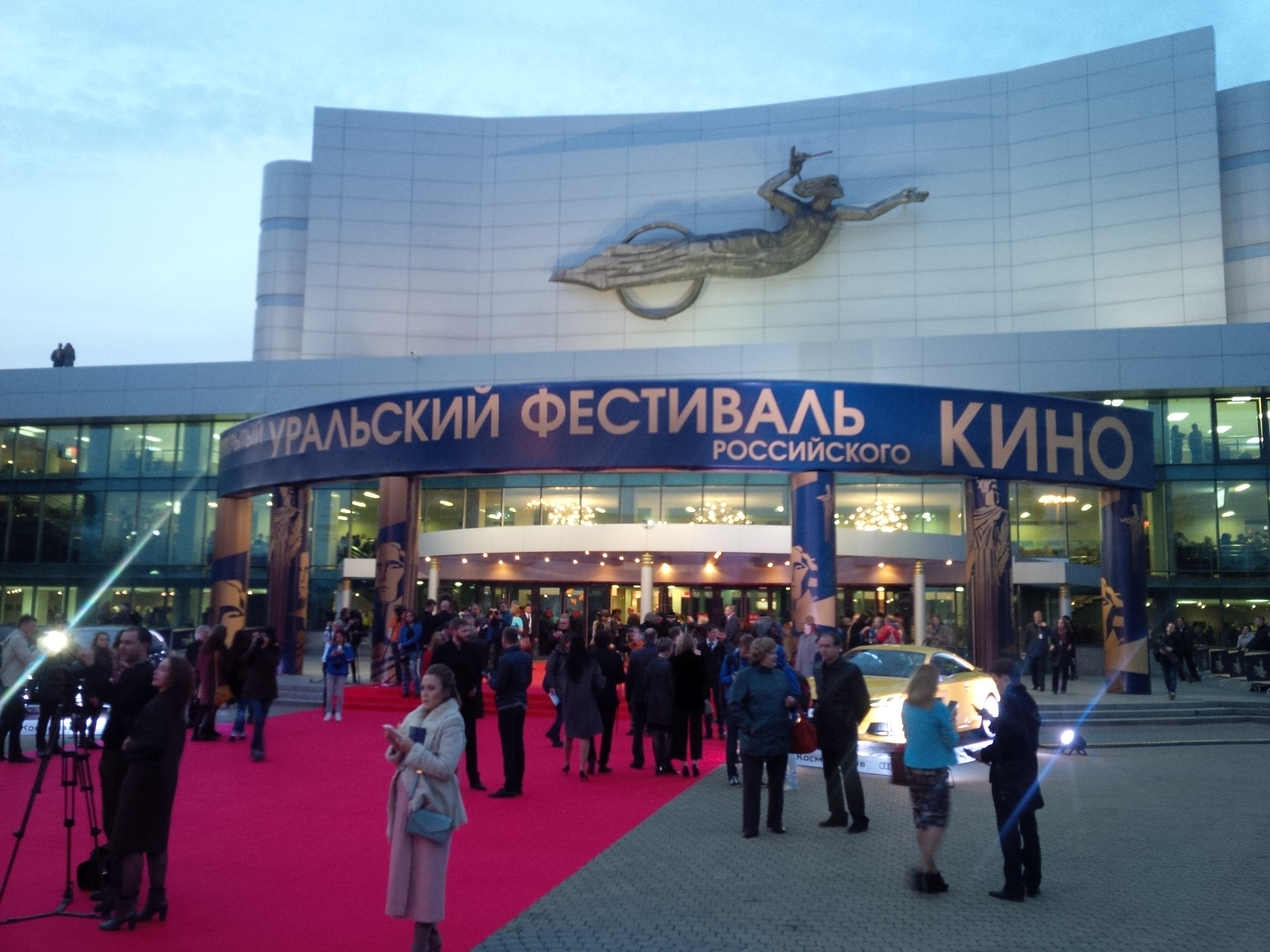
Уральский открытый фестиваль российского кино
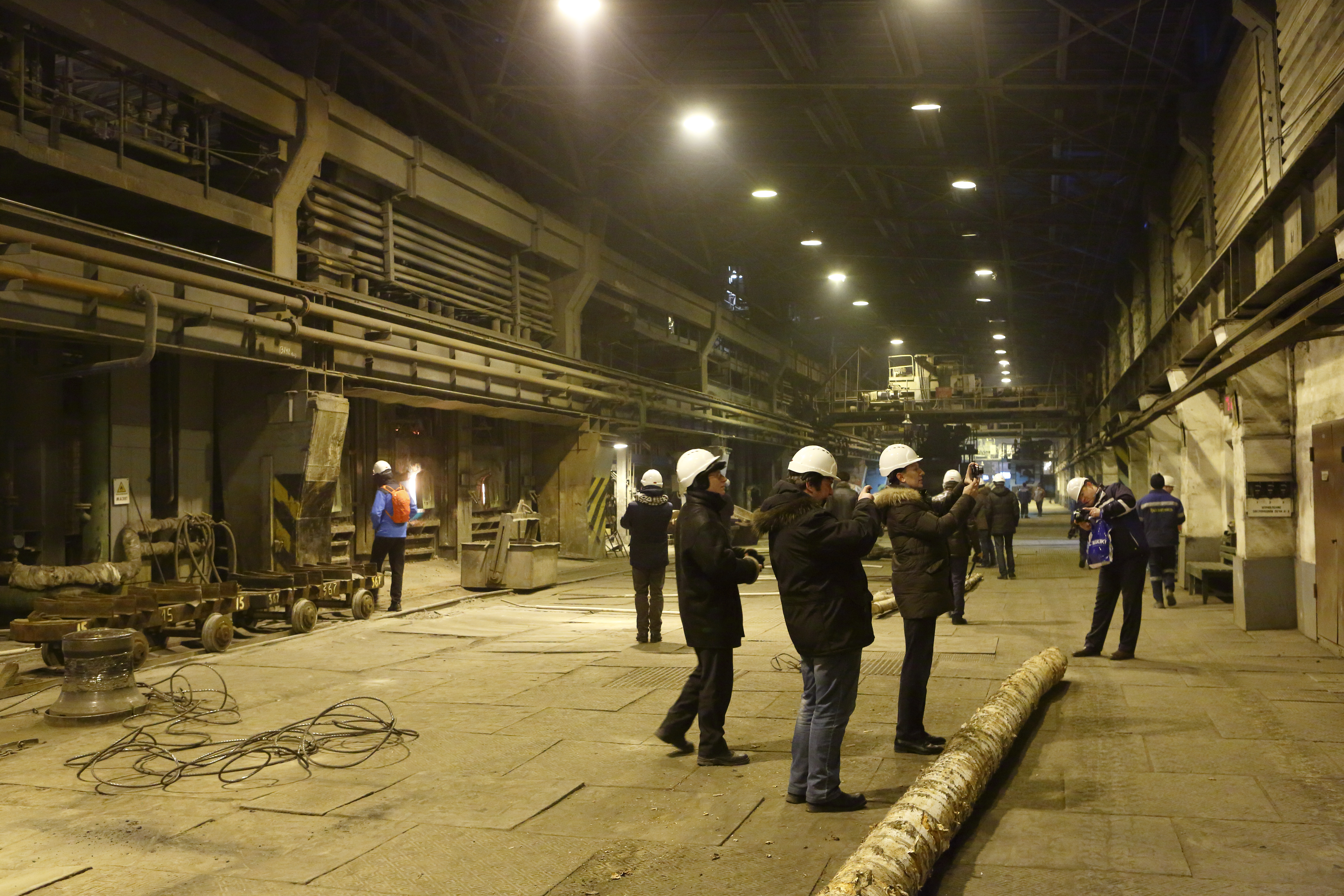
Экскурсия на заводе «Уралэлектромедь», г. Верхняя Пышма
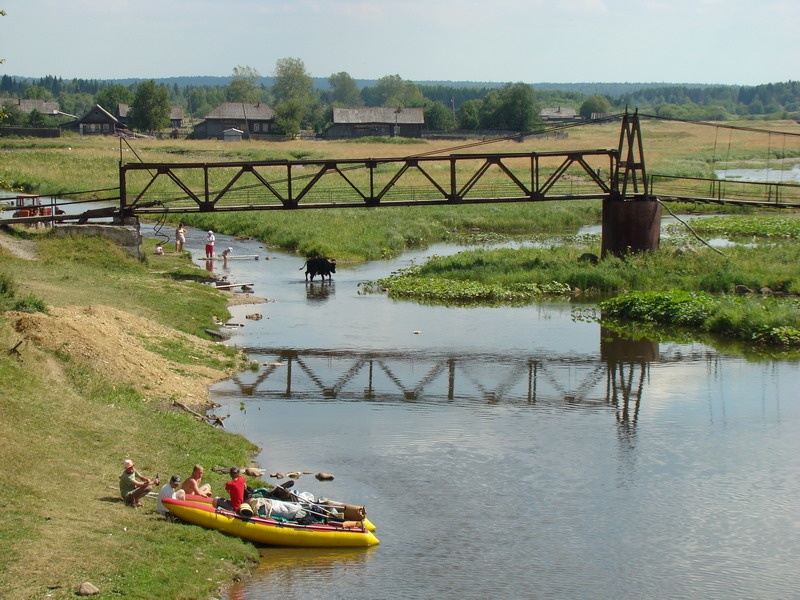
Сплав на катамаране по реке Чусовой

## Средства размещения
В 2013 году в Нижнем Тагиле было шесть гостиниц: «Тагил» (174 номера), «Спортивная-1», «Спортивная-2», которые принадлежат Уралвагонзаводу, «Металлург», который находится в собственности «Евраз НТМК». Также имеются общежития и мини-отели, расположенные в центральной части города («Арена», принадлежащая городскому цирку, мини-отель «Северный Урал»). В сентябре 2015 года в Нижнем Тагиле открылся четырёхзвёздочный отель Park Inn на 127 номеров международной гостиничной сети Park Inn by Radisson. Однако в марте 2018 года Park Inn by Radisson ушла из Нижнего Тагила, гостиница осталась в собственности дочернего предприятие УВЗ — «УБТ-Отель», но потеряла престижный бренд и статус единственного в городе четырёхзвёздочного отеля.

## Виды туризма в Свердловской области

### Горнолыжный туризм
На территории Свердловской область созданы и действуют 11 горнолыжных комплексов c посещаемостью более 800 000 человек. Горнолыжные комплексы региона большей частью расположены к северо-западу от Екатеринбурга.
В 37 километрах от Нижнего Тагила находится гора Белая, на которой расположен одноимённый горнолыжный комплекс. Решение о строительстве горнолыжного комплекса на Белой горе было принято в 2003 году постановлением Правительства Свердловской области. Летом 2005 года был заложен первый камень нового комплекса. К зимнему сезону 2005—2006 годов были запущены в эксплуатацию два бугельных подъёмника. В комплексе «Гора Белая» действуют 5 трасс протяжённостью от 500 м до 2000 метров. Перепад высоты на трассах от 50 до 220 метров. Благодаря географическому положению склоны горы укрыты снегом с осени и до поздней весны, кроме того на трассах используется система искусственного оснежения. Две трассы выделены для туристов, другие используются для проведения спортивных соревнований и обучения. В тёмное время суток все трассы освещены. На территории комплекса действуют гостиница на 26 двухместных номеров, ресторан, кафе, сноупарк, каток, парк аттракционов, подъёмники (четырёхместный скоростной кресельный и два буксировочных), трасса сноутюбинга с безопорным буксировочным подъёмником, трассы для беговых лыж, трассы для маунтинбайка, физкультурно-оздоровительный комплекс с плавательным бассейном, прокат снегоходов, беседки для пикников, верёвочный парк. В 2018 году по мнению жюри ежегодной премии «Ski Business Awards», присуждение которой состоялось в рамках по версии Международного Лыжного салона, проходившего в Москве, горнолыжный комплекс «Гора Белая» стал победителем в номинации «Лучший семейный курорт», а также вошел в Книгу «Горнолыжная Россия — 2018. ТОП горнолыжных курортов».
Около Нижнего Тагила, на склонах Долгой горы, находится горнолыжный комплекс «Гора Долгая». До 2011 года в комплексе действовало 4 трассы различных уровней сложности с общей длиной 2500 метров и перепадом высоты от 20 до 20 метров. Для посетителей действовала канатно-буксировочная дорога длиной 680 метров и пропускной способностью 700 человек в час. Горнолыжный комплекс «Гора Долгая» основан на базе спортивно-оздоровительной базы «Аист» и отдыхающие могут останавливаться в гостинице данного комплекса, пансионате или профилактории с лечебным корпусом. В 2010—2011 годах в комплексе была проведена реконструкция. Добавлены кресельный подъёмник и группа трамплинов, оснащённых лифтами, открыты новые трассы длиной 3750 метров и системой искусственного оснежения. В 2012 году был запущен крупнейший в России круглогодичный трамплинный комплекс на Долгой горе.
Около города Ревды находится горнолыжный комплекс «Гора Волчиха», большей частью ориентированный на жителей ближайших городов. На «Горе Волчихе» действуют 4 различных по сложности трассы длиной от 700 до 1200 метров и перепадом высоты до 200 метров. В начале трассы сделан уклон на 30 градусов. Используется система искусственного заснеживания, склоны обрабатываются ратраками. Сезон длится с декабря до конца апреля. На территории комплекса действуют каток, сноупарк, катание на квадроциклах, аренда лыжного снаряжения, кафе. В прилегающих городах Первоуральске и Ревде туристы могут остановиться в гостиницах.
В 49 километрах от Екатеринбурга, на побережье озера Таватуй, находится горнолыжный центр «Стожок». Имеются две горнолыжных трассы различных по степени сложности, которые обрабатываются ратраком и системой искусственного оснежения. Сезон продолжается с декабря по апрель.
В черте Екатеринбурга находится горнолыжный комплекс «Уктус», площадью 424 гектара. В центре действуют горнолыжные трассы с системой искусственного оснежения, сноупарк, катание на «бубликах», аренда горнолыжного снаряжения. Трассы в тёмное время суток освещаются. При комплексе работают кафе, бани, гостиница. Летом комплекс используется для занятия конными прогулками, горным велосипедом, футболом и теннисом.
покататься на горном велосипеде.
Около Кировграда, на склонах горы Ежовой, находится горнолыжный комплекс «Гора Ежовая». В комплексе действует 8 трасс различной степени сложности общей протяжённостью 7500 метров и перепадом высот 300 меиров. Трассы используют систему искусственного оснежения и обрабатываются снегоуплотнительной техникой. Длина самой большой трассы — 1500 метров. Имеется специализированная трасса для сноутюба длиной 210 метров, хафпайп, а также сноупарк с оборудованными трамплинами. В тёмное время четыре трассы освещены. Комплекс предоставляет услугу трансфера из Екатеринбурга и обратно. У подножая горы и на вершины расположены кафе, в окрестностях работает отель.

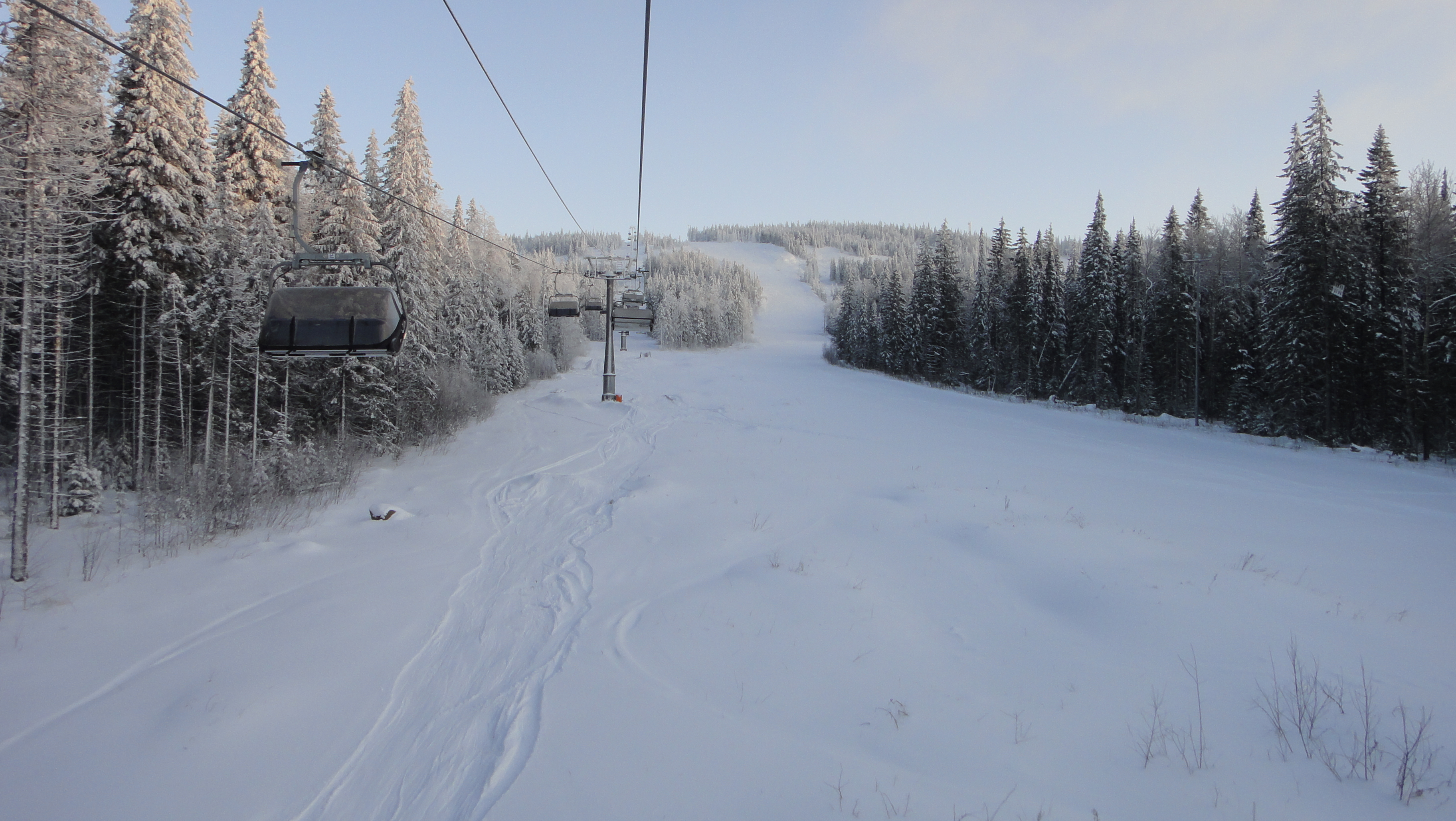
Горнолыжный комплекс «Гора Белая», горнолыжная трасса 1С, вид с подвесной канатной дороги
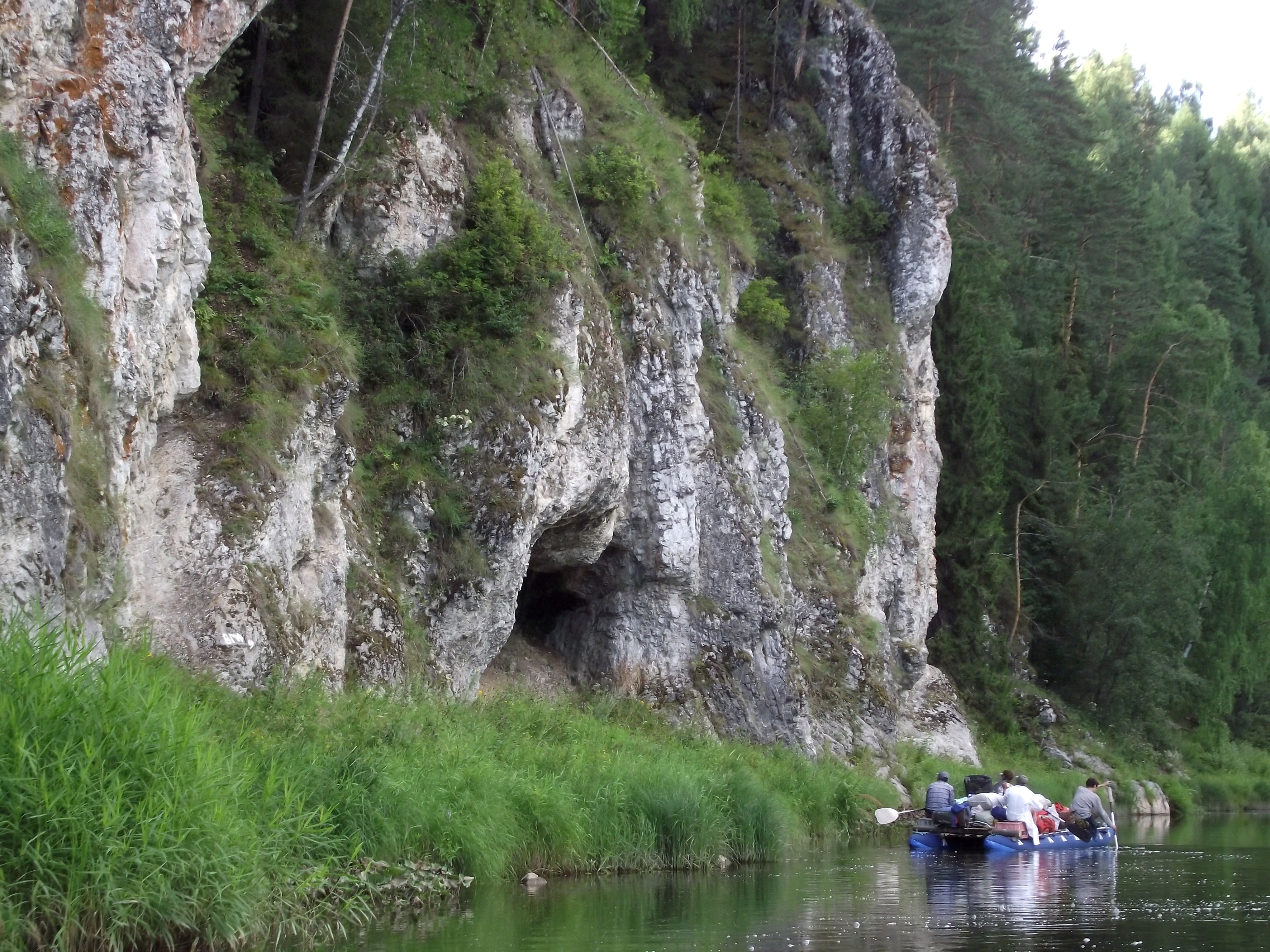
Туристы у камня «Печка»
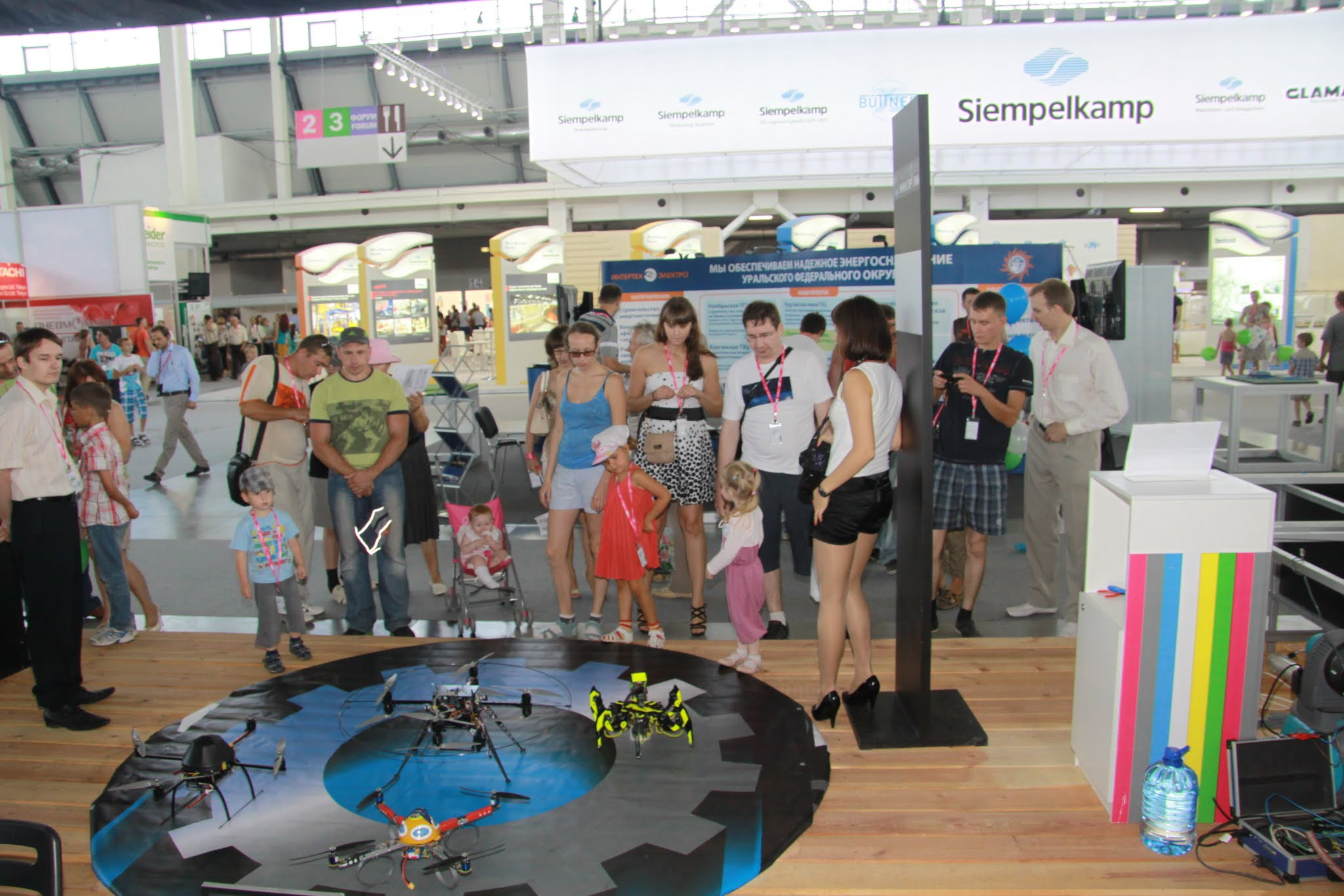
Международная промышленная выставка «Иннопром»
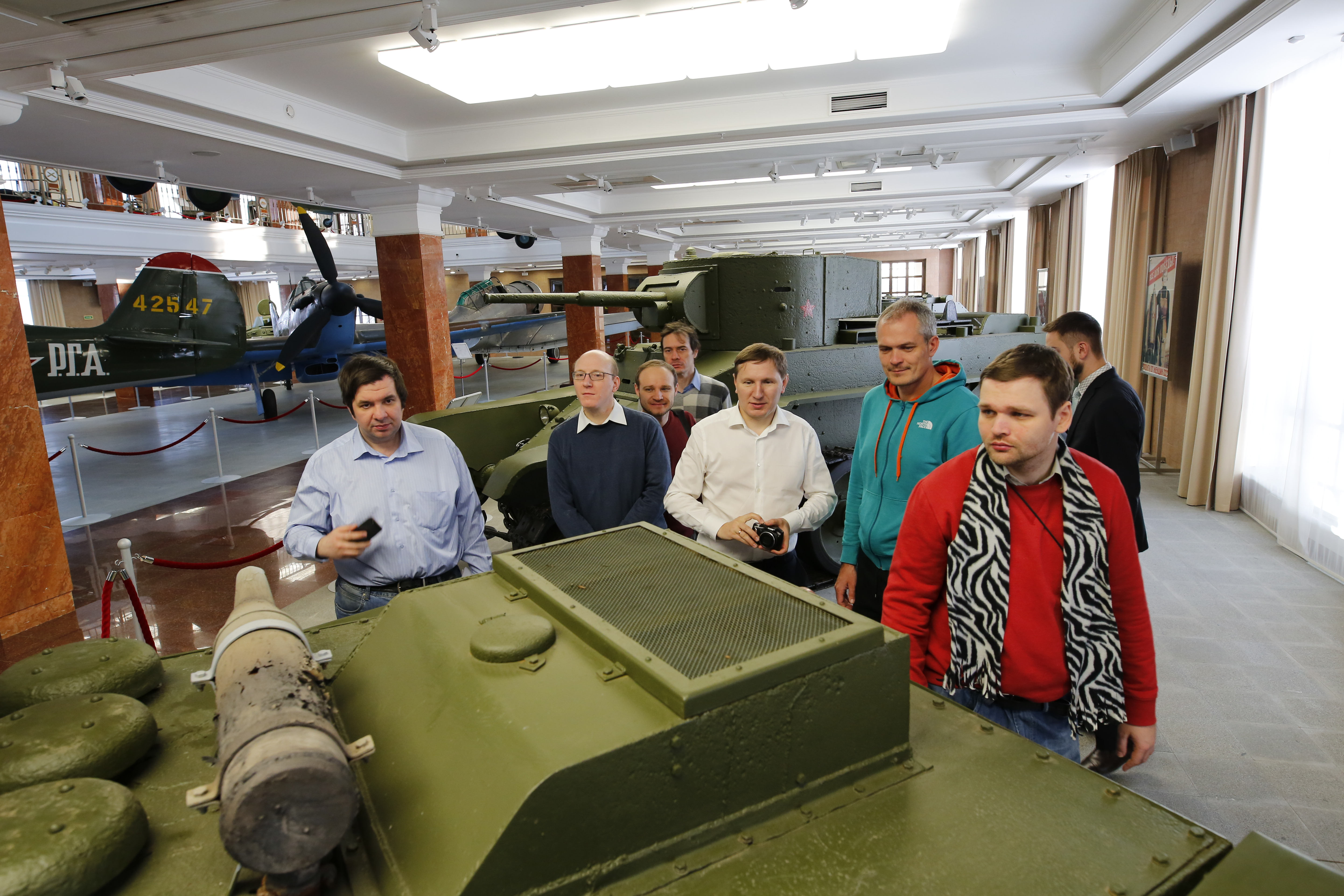
Экскурсия в музее военной и автомобильной техники УГМК

### Промышленный туризм
Среди площадок промышленного туризма в Свердловской области можно выделить: завод Синара-Сименс в Верхней Пышме, производящий тепловозы и поезда для пригородных электричек, ОАО «ОЭЗ „Титановая долина“», Свердловская киностудия, Малышевский подземный рудник, предприятия АО «Группа „СВЭЛ“», колокольный завод «Пятков и Ко», чугунолитейный завод и другие владения Строгановых в посёлке Билимбай, выставочный комплекс Уралвагонзавода.
Центром развития туризма Свердловской области для самостоятельных туристов разработана карта-путеводитель по маршруту «Урал промышленный», при помощи которой можно спланировать двухдневный маршрут выходного дня, проходящий по городам Екатеринбургу, Невьянску и Нижнему Тагилу, также посещение Екатеринбурга входит в путеводитель «Уральский меридиан», разработанный магнитогорской компанией «Турпросвет».

### Этнокультурный туризм
В Свердловской области русская народная культура представлена тремя специализированными музеями, два из которых находятся в Алапаевском районе и ориентированы на крестьянскую культуру: музей истории земледелия и быта крестьян в селе Коптелово и Нижнесинячихинский музей-заповедник деревянного зодчества, третий музей — Музей быта и ремёсел горнозаводского населения ориентирован на традиционную культуру горнозаводского населения Урала. В 2009 году состоялась презентация проекта культурно-туристического комплекса «Этническая
деревня ремесленников Урала». Для строительства проекта был взят в аренду на 49 лет земельный участок общей площадью 20 гектаров.

### Лечебно-оздоровительный туризм
Есть запасы минеральных вод (в том числе, термальных) и сапропелевых грязей. Началось обустройство источников горячих минеральных вод, расположенных в восточной части Свердловской области (Туринский и Тавдинский районы).
Основной ресурсный потенциал Свердловской области сосредоточен в юго-восточной части. Наиболее известными минеральными водами Свердловской области являются Обуховская, Нижнесергинская, Туринская. Перспективными также являются Талицкое и Тавдинское месторождения минеральных хлоридных натриевых йодо-бромных вод, Липовские и Нелобские радоновые воды, Иргинские сульфидные воды. Наиболее популярными лечебными грязями являются сапропель озера Молтаево (Алапаевский район) и торфяные грязи Горбуновского торфяника (Нижний Тагил).
На территории области функционируют более 50 организаций санаторно-курортного типа, которые ежегодно принимают более 300 тысяч человек. В регионе сосредоточено порядка ⅓ от общего количества курортов Уральского федерального округа и около 3 % от общего их количества по России. По числу действующих санаторно-курортных организаций Свердловская область находится в числе лидеров Урало-Приволжского региона.
К основным санаторно-курортным учреждениям Свердловской области, специализирующимся на использовании таких природных факторов как минеральные воды и лечебные грязи, относятся санатории «Обуховский» (Камышловский район), «Самоцвет» (Алапаевский район), «Нижние Серги» (Нижнесергинский район), «Курьи» (Сухоложский район), «Руш» (Нижний Тагил), «Липовка» (Режевский район), «Маян» (Талицкий район).

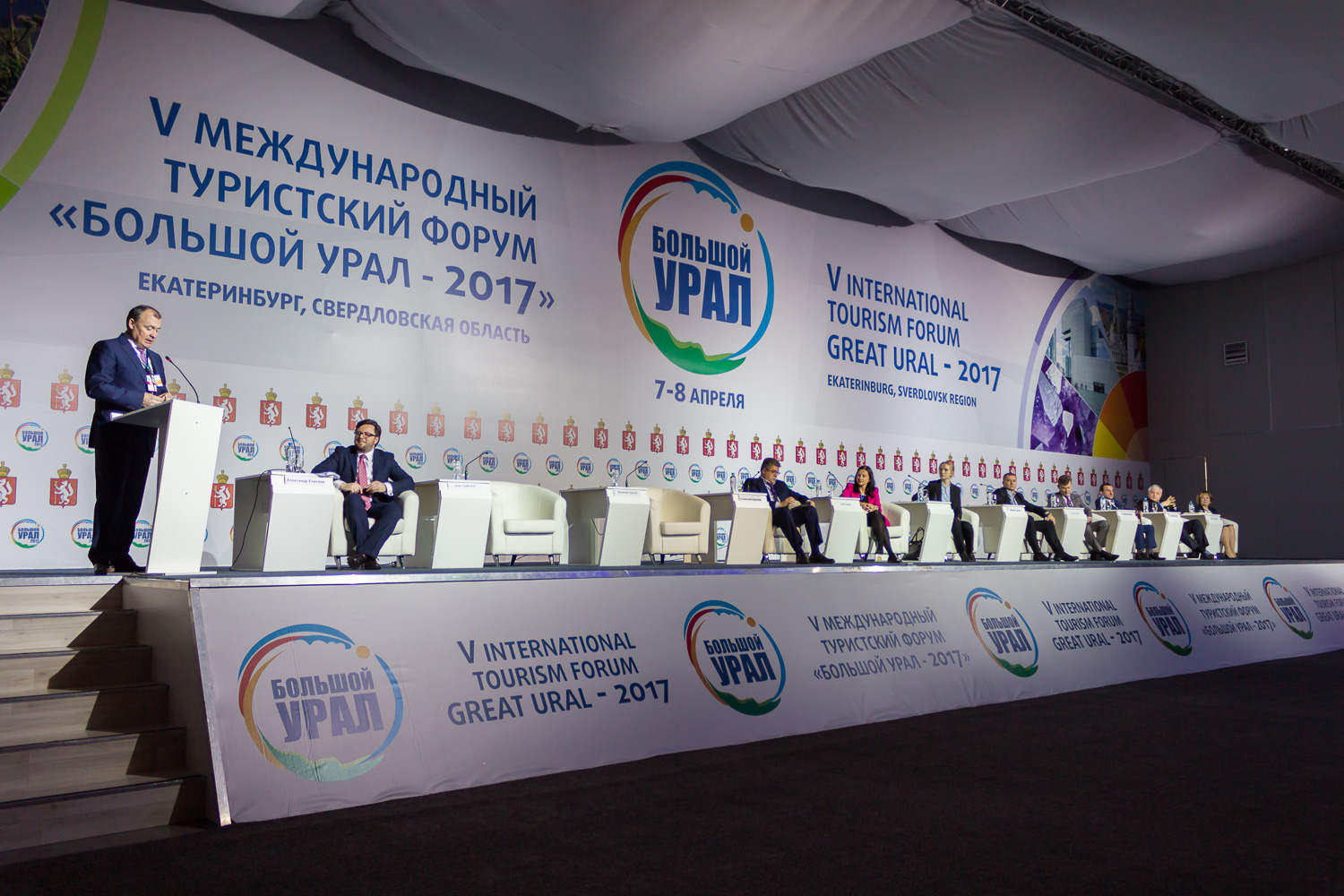
Выступление Алексея Орлова, первого заместителя Губернатора Свердловской области, на торжественном открытии международного туристского форума «Большой Урал — 2017»
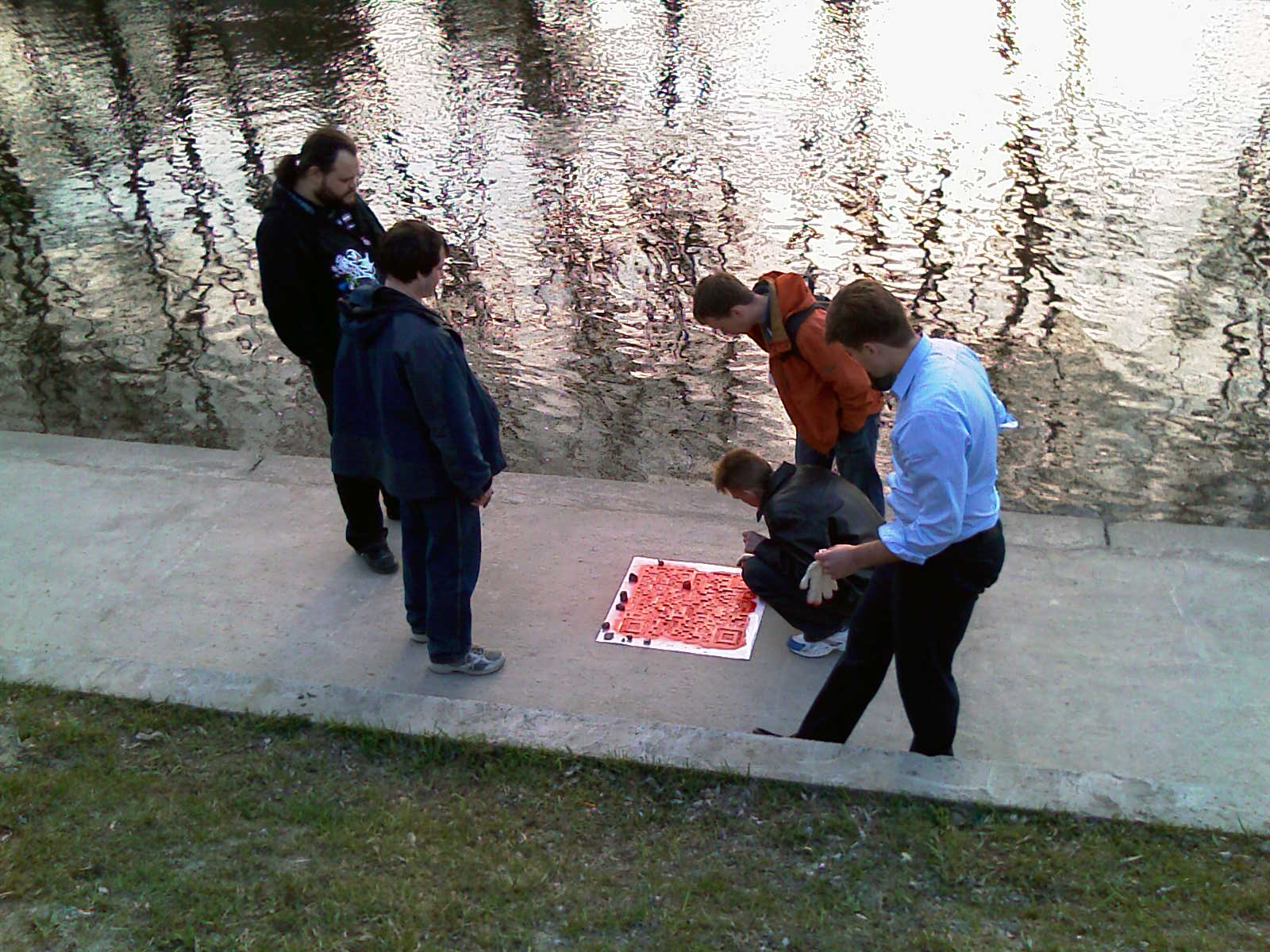
Дмитрий Калаев и единомышленники рисуют первый пункт на маршруте «Красная линия»
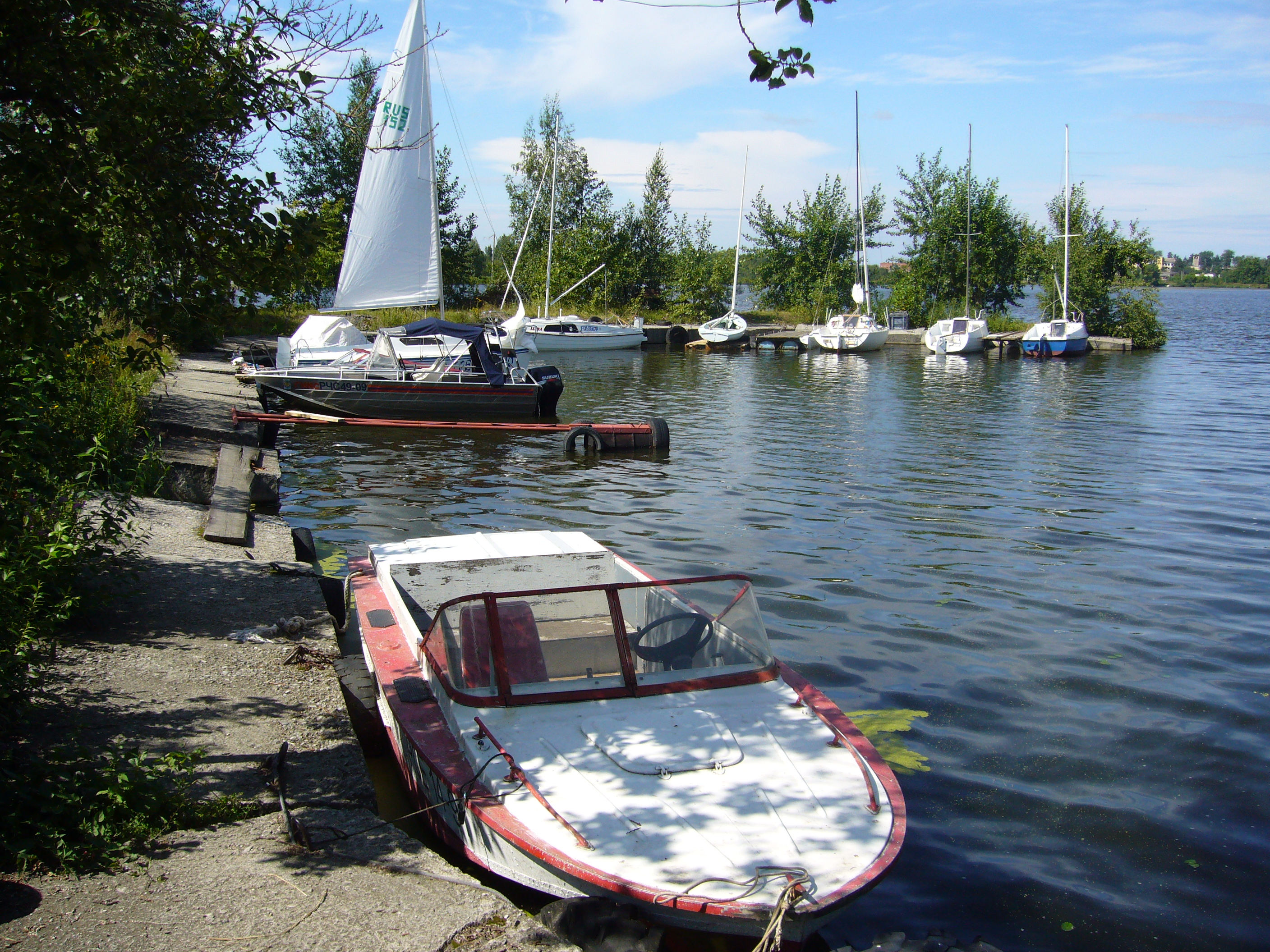
Яхты в Екатеринбурге
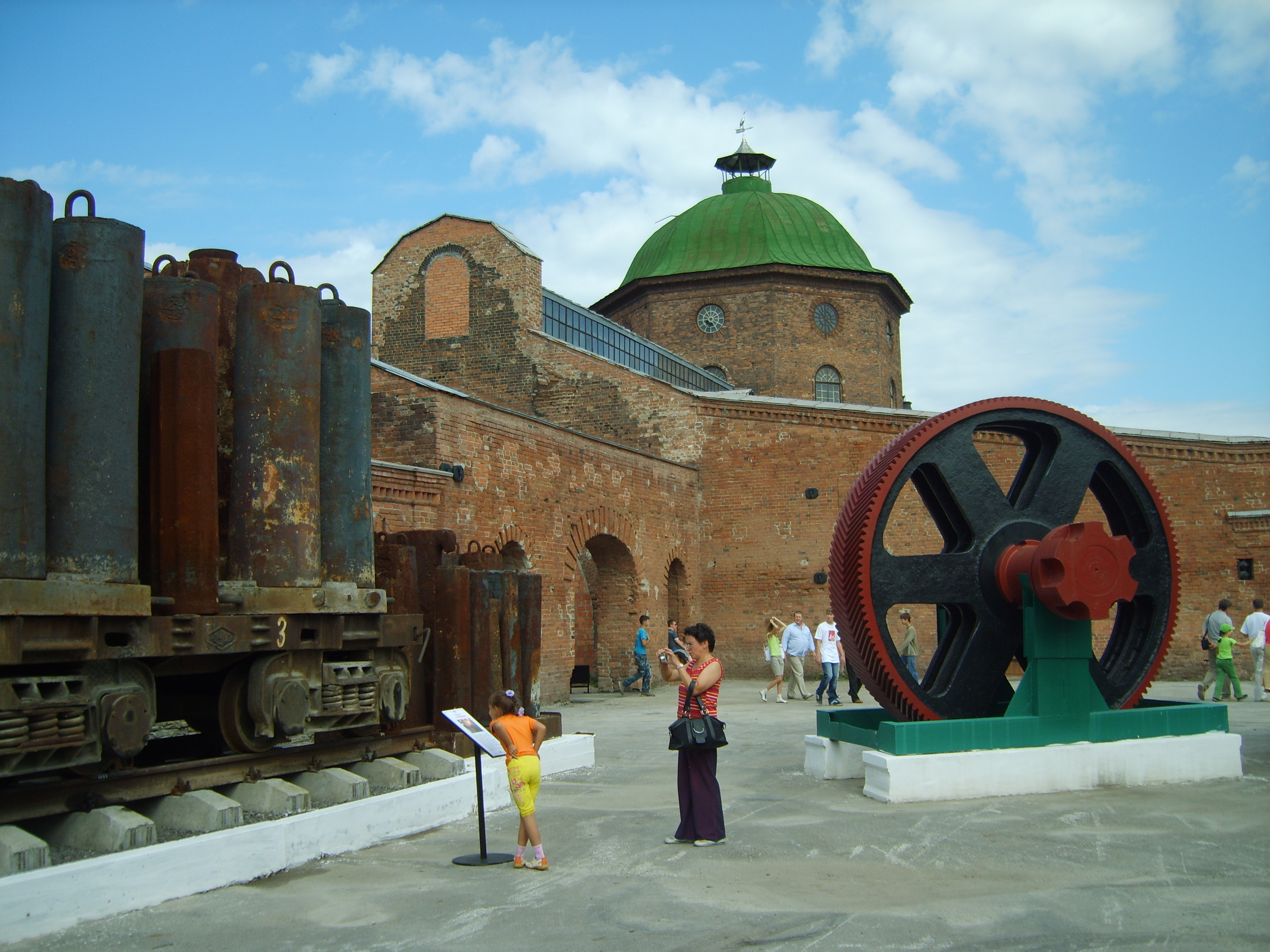
Музейный комплекс «Северская домна»

### Паломнический туризм
Многовековая традиция паломничества в Свердловской области связана с городом Верхотурье, в котором находится историко-архитектурный музей-заповедник с памятниками русского православия и народного зодчества. Крестовоздвиженский Собор Свято-Николаевского монастыря (построен в 1905—1913 гг. по проекту архитектора А. Б. Турчевича в честь 300-летия династии Романовых) — третья по объёму церковь в России (после Храма Христа Спасителя в Москве и Исаакиевского Собора в Санкт-Петербурге), место покоя мощей святого Симеона Верхотурского
Свято-Троицкий Собор в Верхотурье (построен в 1703—1712 гг.) решением Гаагского конгресса ЮНЕСКО в 1959 году объявлен объектом мирового культурного наследия.
Храм во имя всех Святых в земле Российской просиявших («Храм-на-Крови») — место, где 78 дней содержалась семья последнего русского царя Николая II. В ночь с 16 на 17 июля 1918 года царская семья была расстреляна в подвале этого дома. Храм построен на месте гибели семьи. Является достаточно крупным храмом, некоторые верующие совершают сюда паломничество.
В 2018 году в Екатеринбурге на тротуаре нанеслии «синюю линию» — разметку отмечающую туристический маршрут, соединяющий все городские достопримечательности, связанные с религиозной тематикой. Открытие было приурочено к «Царским дням», проходящим в это время в городе. Протяжённость маршрута — 6,3 километра. Пройти его можно за 1 час 15 минут. На маршруте имеется 11 остановок: храм-памятник на Крови во имя Всех Святых, в Земле Российской Просиявших; духовно-просветительский центр «Царский»; часовня в честь великомученицы Елисаветы Феодоровны; храм Вознесения Господня; Уральский государственный театр оперы и балета; кинотеатр «Колизей»; Каслинский чугунный павильон (Музей изобразительного искусства); часовня во имя святого Александра Невского; Уральский государственный горный университет; Ново-Тихвинский женский монастырь; мультимедийный парк «Россия — моя история» (зал «Романовы»).

### Культурно-познавательный туризм
На территории Свердловской области расположены 1227 объектов культурного наследия, в том числе 98 памятника федерального значения. В Свердловской области работают 30 государственных музеев и музейных комплексов, 81 муниципальный музей, 370 ведомственных и частных музеев, из которых 50 музеев представляют интерес для туристического посещения.
На территории Свердловской области можно найти зданий, построенные в стиле конструктивизма.
Для привлечения туристов создаются музеи. В Свердловской области проводятся выставки художников современного искусства. В 2015 году в Екатеринбурге был открыт музейный центр «Ельцин-центр».
Известна наклонная Невьянская башня. Она имеет несколько уровней — этажей, на которых ранее располагались лаборатория по исследованию состава заводского железа, заводской архив, казначейская контора и арестантская. На втором уровне находился кабинет Акинфия Демидова. До сегодняшних дней сохранилась «слуховая комната». Если встать в один из углов комнаты, то можно услышать шепот людей в противоположном её углу.
В коллекции музея военной и автомобильной техники УГМК насчитывается порядка 5,7 тысяч экспонатов, в том числе более 350 образцов военной техники и более 250 советских и зарубежных автомобилей, мотоциклов, велосипедов и других транспортных средств. В 2016 году музей получил премию Правительства Российской Федерации в области туризма.
В 2018 году музей вошел в ТОП-10 лучших музеев России по версии TripAdvisor.
Верхотурский кремль — архитектурный ансамбль из 11 построек в стиле барокко. Построен по приказу Петра I в 1698 году. Единственный кремль на Среднем Урале и самый маленький в России.

### Деловой туризм
Одним из ключевых видов туризма для Свердловской области является деловой туризм. Центром привлечения туристов на территории Свердловской области остается Екатеринбург. Его активное развитие обусловлено статусом Екатеринбурга как крупнейшего промышленного и делового центра России с развитой транспортной, деловой, гостиничной инфраструктурой. Индустрия конгрессно-выставочной деятельности представлена крупными выставочными центрами: «Екатеринбург-Экспо» (площадь более 50 тысяч кв. м), Центр международной торговли, Центр «Уральские выставки», КОСК «Россия». Ежегодно в Екатеринбурге проводится более 200 выставочных мероприятий (в том числе международных): саммиты; конгрессы; форумы (в том числе Международный туристский Форум «Большой Урал»), выставки (в том числе международная выставка и форум промышленности и инноваций Иннопром, Expotravel, Международная выставка вооружения «RussiaArmsExpo») и другие. Деловые поездки составляют 43 % всех посещений города и остаются основной целью посещения Свердловской области. В Екатеринбурге функционируют более 25 дипломатических и торговых представительств иностранных государств.

### Сельский туризм
Сельский туризм в Свердловской области развивается в рамках региональной комплексной программы «Развитие агропромышленного комплекса и сельских населенных пунктов
Свердловской области („Уральская деревня“) до 2020 года».
Ежегодно в посёлке Арти проводится спортивно-фольклорное соревнование — Международный турнир косарей. В рамках мероприятия проводятся мастер-классы по обучению навыкам
косьбы, командные и индивидуальные соревнования в косьбе, ярмарка народные гуляния. Многие участники выступают в национальных костюмах. В 2016 году мероприятие посетили более 3500 человек.

### Экологический туризм
В пределах Свердловской области расположены: 1 национальный парк; 4 природных парка; 19 лесопарков; 1 природно-минералогический заказник; 36 ландшафтных заказников. На территории области находятся 425 различных памятника природы.

### Минералогический туризм
Свердловская область — место добычи полезных ископаемых (драгоценных и полудрагоценных металлов). С 2011—2012 годов начали работу центры по промывке золота и посещению золотодобывающих шахт, поиску изумрудов на одном из 3 крупнейших месторождений этого камня в мире.

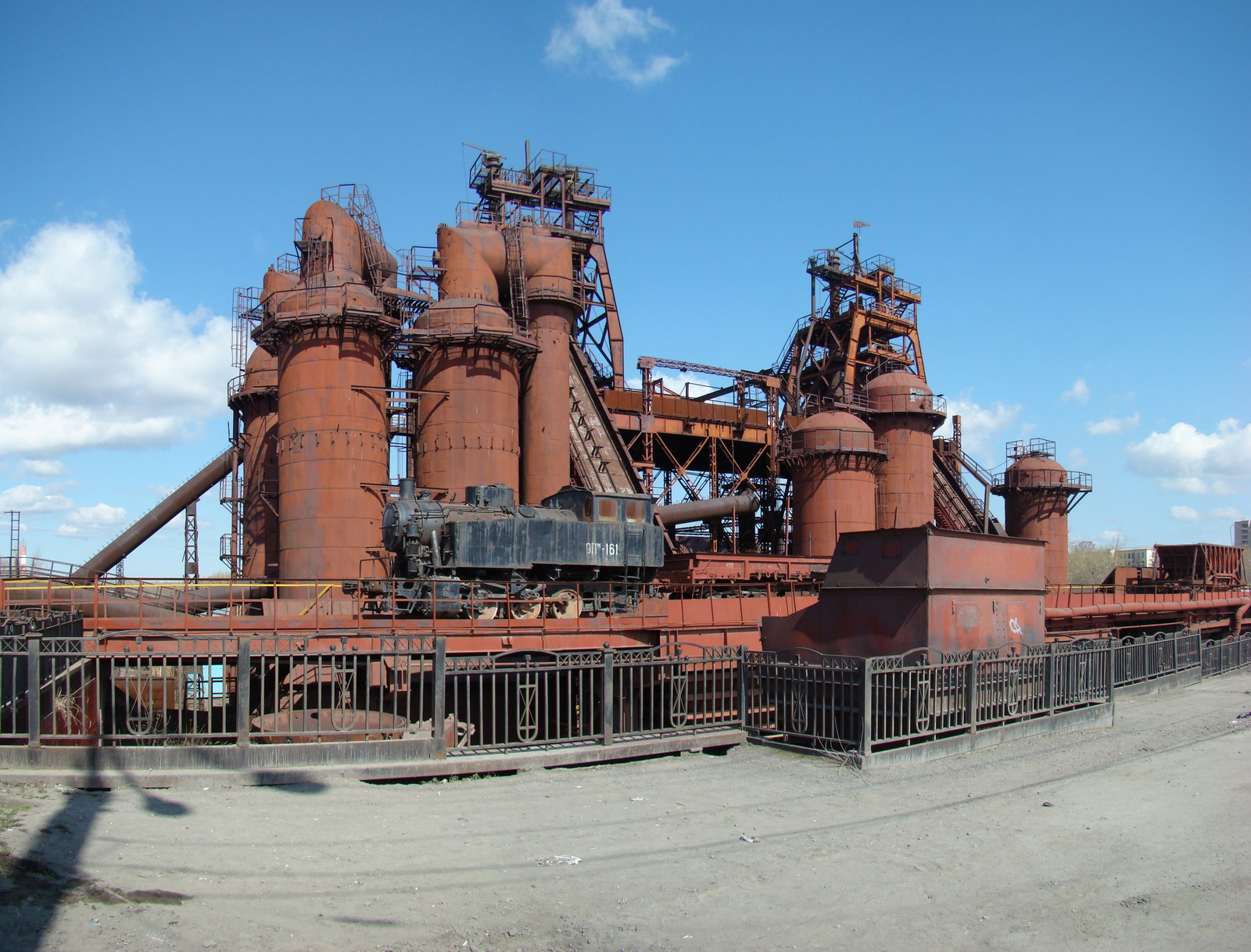
Доменные печи XIX века, Завод-музей истории горнозаводской техники, г. Нижний Тагил
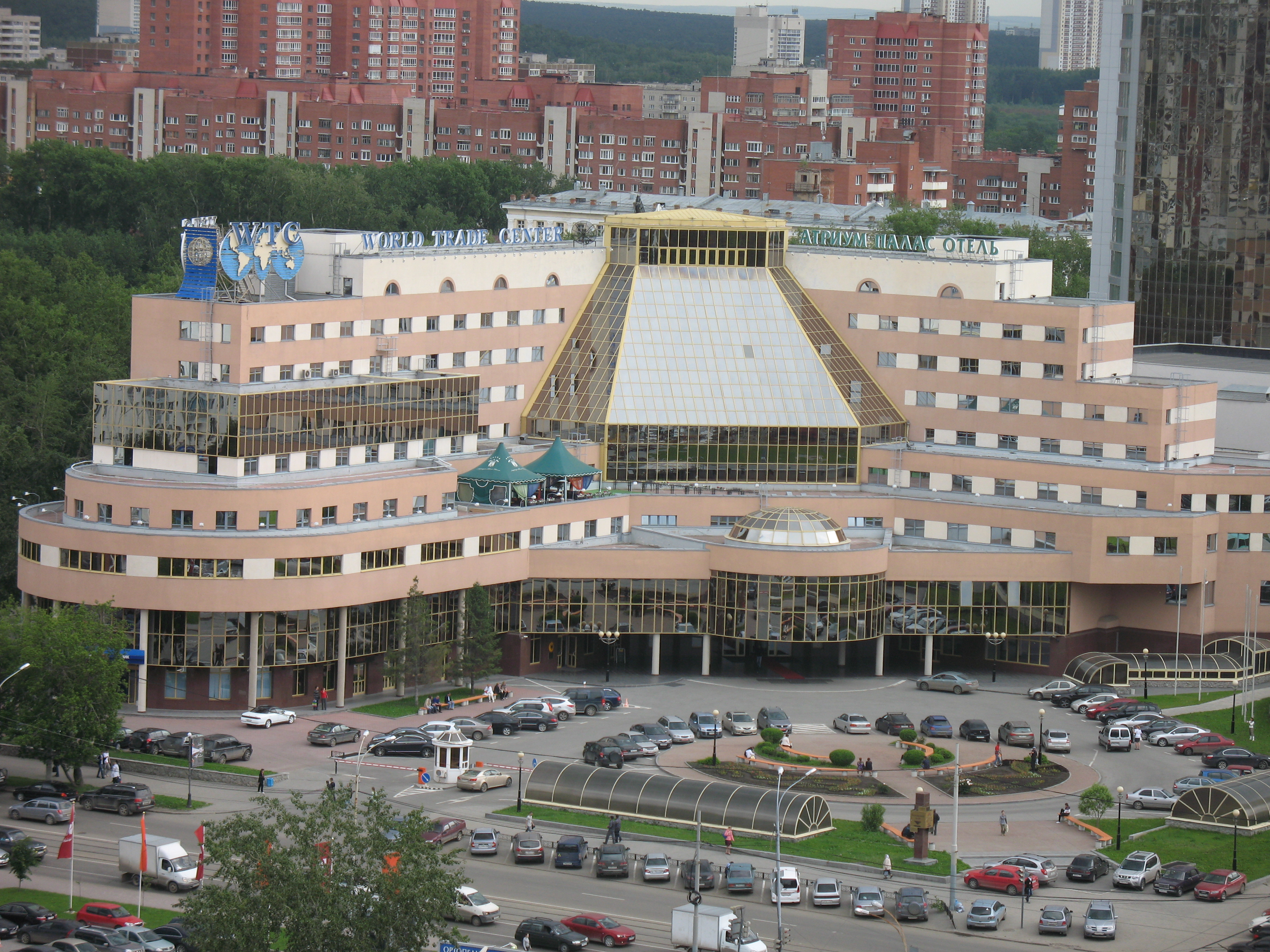
«Атриум Палас Отель» в Екатеринбурге
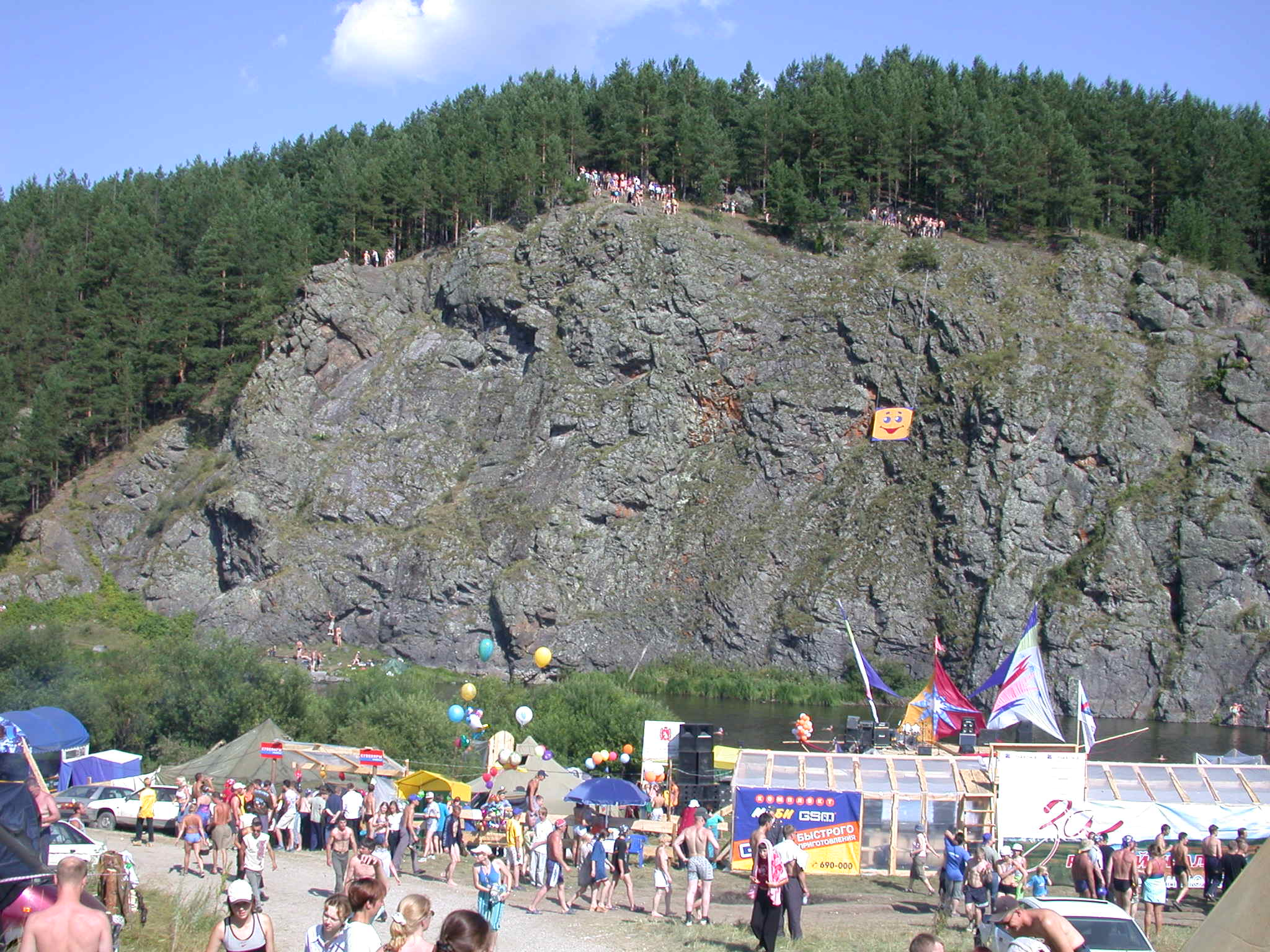
Ежегодный Знаменский фестиваль бардовской песни
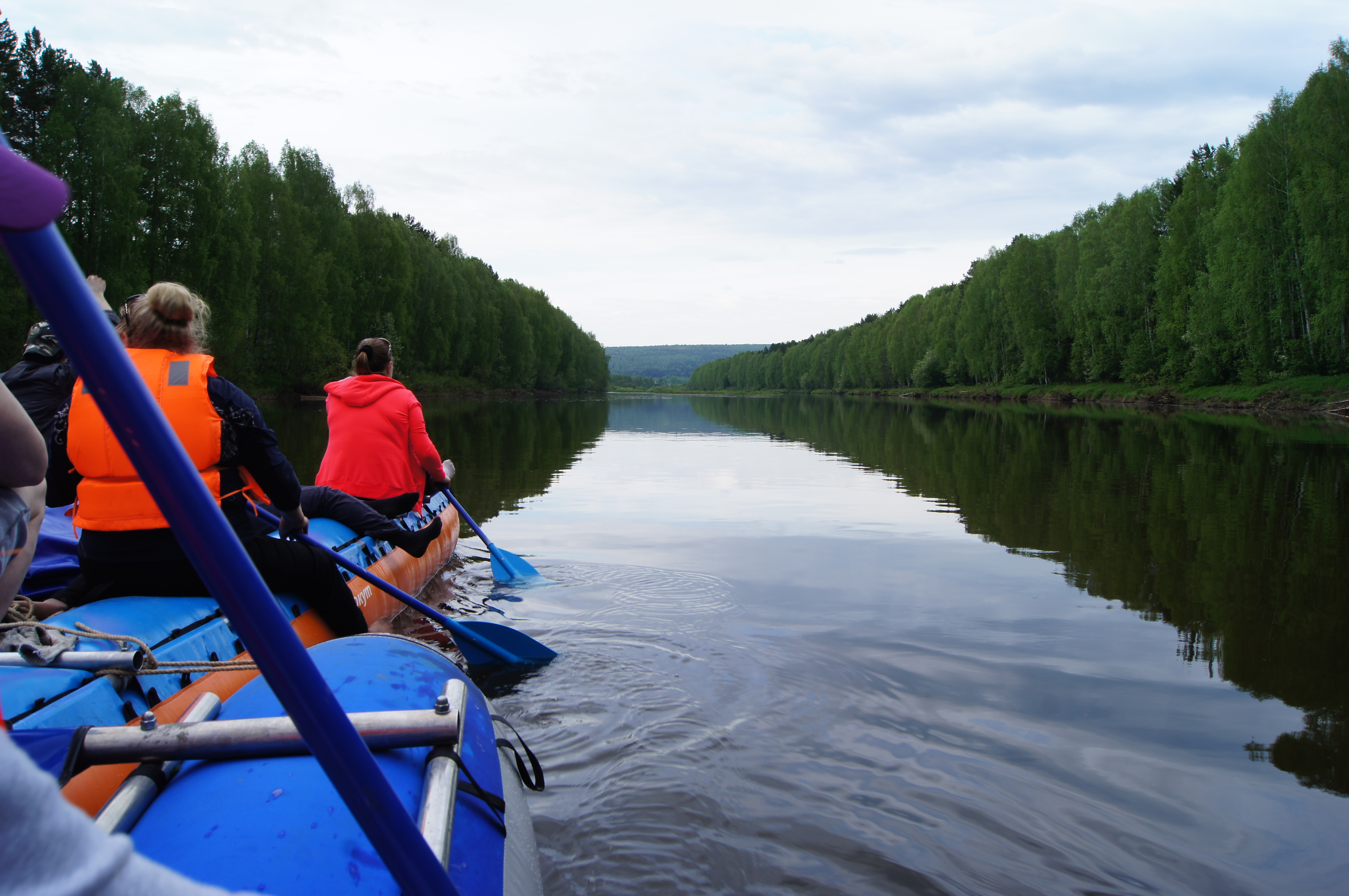
Сплав на катамаране по реке Чусовой